# العلاقات الكاميرونية البريطانية
العلاقات الكاميرونية البريطانية هي العلاقات الثنائية التي تجمع بين الكاميرون والمملكة المتحدة.

## مقارنة بين البلدين
هذه مقارنة عامة ومرجعية للدولتين:
| وجه المقارنة                                              | الكاميرون                      | المملكة المتحدة                 |
| --------------------------------------------------------- | ------------------------------ | ------------------------------- |
| المساحة (كم2)                                             | 475.44 ألف                     | 242.50 ألف                      |
| عدد السكان (نسمة)                                         | 24.05 مليون                    | 66.02 مليون                     |
| الكثافة السكانية (ن./كم²)                                 | 50.58                          | 272.25                          |
| العاصمة                                                   | ياوندي                         | لندن                            |
| اللغة الرسمية                                             | لغة فرنسية، لغة إنجليزية       | لغة إنجليزية، اللغة الويلزية    |
| العملة                                                    | فرنك وسط أفريقي                | جنيه إسترليني                   |
| الناتج المحلي الإجمالي (بليون دولار)                      | 34.80 مليار                    | 2.62 تريليون                    |
| الناتج المحلي الإجمالي (تعادل القوة الشرائية) بليون دولار | 72.72 مليار                    | 2.72 تريليون                    |
| الناتج المحلي الإجمالي الاسمي للفرد دولار أمريكي          | 1.22 ألف                       | 43.88 ألف                       |
| الناتج المحلي الإجمالي للفرد دولار أمريكي                 | 2.97 ألف                       | 40.23 ألف                       |
| مؤشر التنمية البشرية                                      | 0.512                          | 0.907                           |
| رمز المكالمات الدولي                                      | +237                           | +44                             |
| رمز الإنترنت                                              | .cm                            | .uk، .gb                        |
| المنطقة الزمنية                                           | توقيت غرب أفريقيا، ت ع م+01:00 | توقيت غرينيتش، توقيت غرب أوروبا |

## منظمات دولية مشتركة
يشترك البلدان في عضوية مجموعة من المنظمات الدولية، منها:
| علم المنظمة | اسم المنظمة                               | تاريخ انضمام الكاميرون | تاريخ انضمام المملكة المتحدة |
| ----------- | ----------------------------------------- | ---------------------- | ---------------------------- |
|             | وكالة ضمان الاستثمار متعدد الأطراف        | 7 أكتوبر 1988          | 12 أبريل 1988                |
|             | الأمم المتحدة                             | 20 سبتمبر 1960         | 24 أكتوبر 1945               |
|             | دول الكومنولث                             | ?                      | 11 ديسمبر 1931               |
|             | الفريق المعني برصد الأرض                  | ?                      | ?                            |
|             | منظمة حظر الأسلحة الكيميائية              | ?                      | ?                            |
|             | منظمة التجارة العالمية                    | ?                      | 1995                         |
|             | منظمة الشرطة الجنائية الدولية             | ?                      | ?                            |
|             | البنك الإفريقي للتنمية                    | ?                      | ?                            |
|             | مؤسسة التنمية الدولية                     | 10 أبريل 1964          | 24 سبتمبر 1960               |
|             | يونسكو                                    | 11 نوفمبر 1960         | 4 نوفمبر 1946                |
|             | الاتحاد البريدي العالمي                   | ?                      | ?                            |
|             | البنك الدولي للإنشاء والتعمير             | 10 يوليو 1963          | 27 ديسمبر 1945               |
|             | المنظمة الهيدروغرافية الدولية             | ?                      | ?                            |
|             | الاتحاد الدولي للاتصالات                  | 22 ديسمبر 1960         | 24 فبراير 1871               |
|             | مؤسسة التمويل الدولية                     | 1 أكتوبر 1974          | 20 يوليو 1956                |
|             | المركز الدولي لتسوية المنازعات الاستشارية | 2 فبراير 1967          | 18 يناير 1967                |

## وصلات خارجية
- موقع وزارة الخارجية الكاميرونية
- موقع وزارة الخارجية البريطانية